# Koloristerne
Koloristerne er en dansk kunstnersammenslutning stiftet i 1932 af blandt andre John Christensen, Svend Thomsen, Gitz Johansen, Knud Nellemose, Povl Søndergaard og Peder Larsen (1898-1956), oprindelig som en reaktion  mod 1920'ernes modernisme. De har dog ikke et "dogmatisk manifest".,
I samme periode opstod der andre kunstnersammenslutninger: Corner (1932) og Høstudstillingen (1932-1949) og lidt senere Kammeraterne (1934).

## Medlemmer
I anledning af en udstilling i maj 2015 blev følgende kunstnere nævnt som medlemmer af sammenslutningen:
Søren Ankarfeldt, Eli Benveniste, Martin Berge, J.P. Groth-Jensen, Ole Heerup, Jørgen Teik Hansen, Nanna Hertoft, Ingvald Holmefjord, Leif Lage, Toni Larsen, Anker Mortensen, Lisbeth Nielsen, Niels Reumert, Kurt Tegtmeier, Helle Thorborg, Ejgil Westergaard, Inge Lise Westman, Poul Winther, Carsten von Würden.